# Skógar

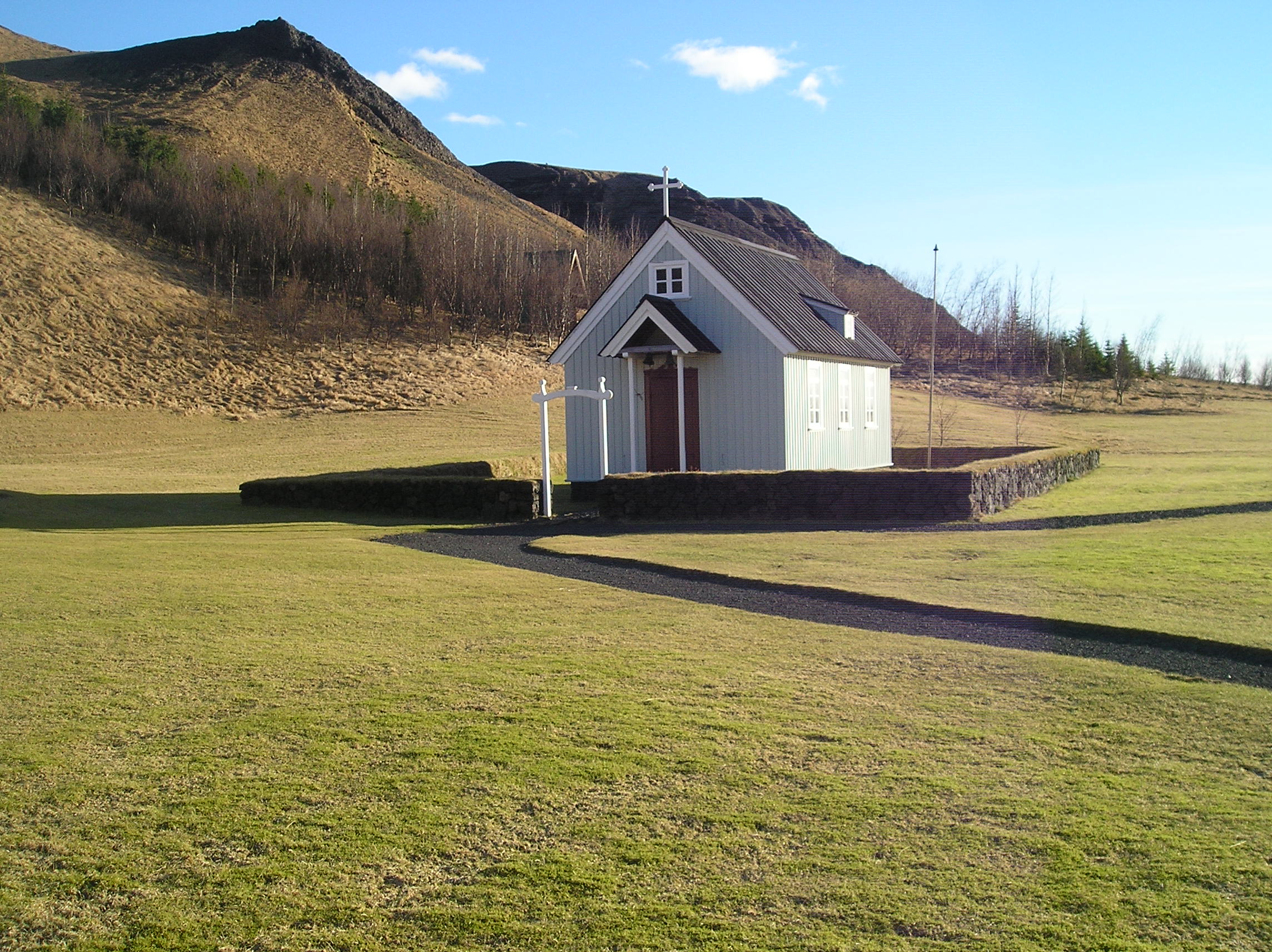
Kostelík

Skógar (výslovnost ['skou.ar]IPA, doslova Lesy) je islandská vesnička se zhruba 25 obyvateli. Leží na jihozápadu ostrova, nedaleko okružní Hringvegur. V horách na sever od vesnice se nachází ledovec Eyjafjallajökull.
Skógar spadá do obce Rangárþing eystra.

## Kulturní a turistické cíle
- muzeum islandské dopravy
- muzeum lidové kultury
- šedesátimetrový vodopád Skógafoss na řece Skógá, na níž je i mnoho dalších vodopádů
- vodopád Kvernufoss o něco výše v horách
- turistická stezka Skógar - Fimmvörðuháls - Þórsmörk, dále na Landmannalaugar

## Odkazy

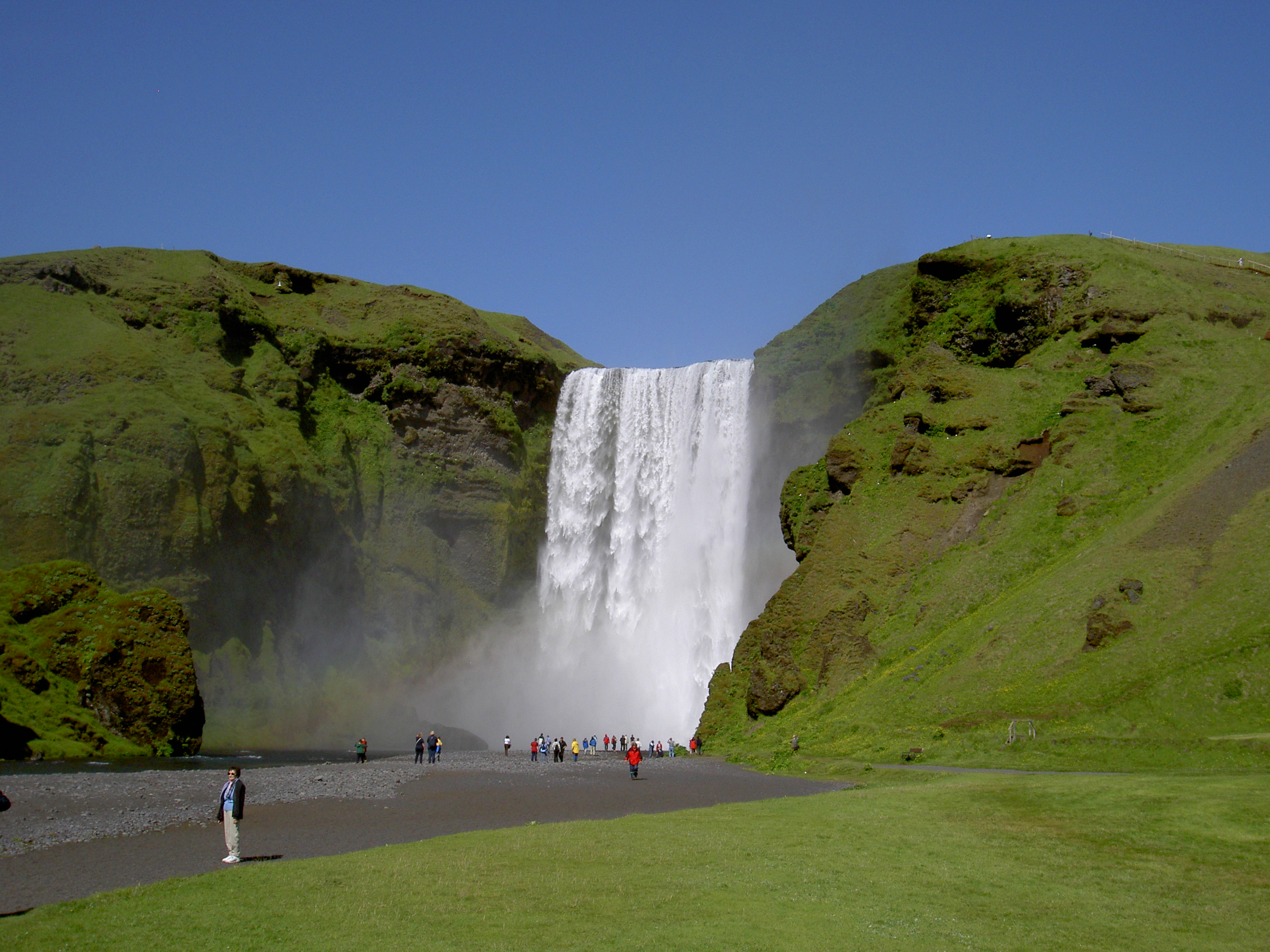
Skógafoss